# Dön artık
Dön artık – singiel tureckiej piosenkarki Tuby Önal i zespołu Mystik wydany w 1999 roku. Utwór został napisany przez Erdinça i Cananę Tunçów.
W 1999 roku utwór reprezentował Turcję w 44. Konkursie Piosenki Eurowizji dzięki wygraniu w marcu finału krajowych eliminacji po zdobyciu największego poparcia jurorów. 29 maja numer został zaprezentowany przez Önal w finale widowiska organizowanego w Jerozolimie i zajął w nim ostatecznie szesnaste miejsce z 21 punktami na koncie, w tym m.in. z maksymalną notą 12 punktów od Niemiec.
Oprócz tureckojęzycznej wersji singla, piosenkarka nagrała utwór także w języku angielskim jako „Immortal Love”.

## Lista utworów
CD single
1. „Dön artık” (Turkish Version)
2. „Immortal Love” (English Version)